# Sachin Dev Burman
Sachin Dev Burman (1 de octubre de 1906 † 31 de octubre de 1975) fue un cantante y compositor Bengalí. Nació en la provincia de Comilla, Bangladés. Fue uno de los reconocidos directores de la música de Bollywood. SD Burman compuso temas musicales para 100 películas, incluyendo para el cine hindi y bengalí. Además de ser un compositor versátil, también interpretó temas musicales al estilo popular de Tripura. Su hijo Rahul Dev Burman, fue también un director musical mientras su padre, Nabadwipchandra Dev Burman era cantante.
Sachin Dev ha interpretado temas musicales a gran medida, por los gustos musicales de los famosos intérpretes como, Lata Mangeshkar, Mohammad Rafi, Geeta Dutt, Manna Dey, Kishore Kumar, Hemant Kumar, Asha Bhosle and Shamshad Begum, Mukesh y Talat Mahmood, quienes también han cantado sus canciones compuestas por él mismo.

## Filmografía
- Sudurer Priye (1935)
- Rajgee (1937)
- Jakher Dhan (1939)
- Amar Geeti (1940)
- Nari (1940)
- Rajkumarer Nirbashan (1940)
- Pratishodh (1941)
- Ashok (1942)
- Avayer Biye (1942)
- Jibon Sangini (1942)
- Mahakavi Kalidas (1942)
- Milan (1942)
- Jajsaheber Nathni (1943)
- Chhadmabeshi (1944)
- Maatir Ghar (1944)
- Pratikar (1944)
- Kalankini (1945)
- Matrihara (1946)
- Eight Days (1946)
- Shikari  (1946)
- Dil Ki Rani (1947)
- Do Bhai (1947)
- Chittor Vijay (1947)
- Vidya (1948)
- Shabnam (1949)
- Kamal (1949)
- Mashaal / Samar (In Bengalí) (1950)
- Afsar (1950) (Navketan's first production)
- Pyar (1950)
- Buzdil (1951)
- Sazaa (1951)
- Naujawan (1951)
- Baazi (1951)
- Bahar (1951)
- Ek Nazar (1951)
- Jaal (1952)
- Lal Kunwar (1952)
- Armaan (1953)
- Shahenshah (1953)
- Babla (1953)
- Jeevan Jyoti (1953)
- Taxi Driver (1954)
- Angaarey (1954)
- Radha Krishna (1954)
- Chalis Baba Ek Chor (1954)
- Devdas (1955)
- Munimji (1955)
- House No.44 (1955)
- Society (1955)
- Mad Bhare Nain (1955)
- Funtoosh (1956)
- Paying Guest (1957)
- Pyaasa (1957)
- Nau Do Gyarah (1957)
- Miss India (1957)
- Solva Saal (1958)
- Lajwanti (1958)
- Chalti Ka Naam Gaadi (1958)
- Kala Pani (1958)
- Sitaron Se Aage (1958)
- Sujata (1959)
- Kaagaz Ke Phool (1959)
- Insaan Jaag Utha (1959)
- Manzil (1960)
- Kala Bazar (1960)
- Bombai Ka Babu (1960)
- Miyan Biwi Razi (1960)
- Apna haath jagannath (1960)
- Bewaqoof (1960)
- Ek Ke Baad Ek (1960)
- Baat Ek Raat Ki (1962)
- Dr.Vidya (1962)
- Naughty Boy (1962)
- Bandini (1963)
- Meri Surat Teri Ankhen (1963)
- Tere Ghar Ke Samne (1963)
- Ziddi (1964)
- Kaise Kahoon (1964)
- Benazir (1964)
- Teen Devian (1965)
- Guide (1965)
- Jewel Thief (1967)
- Talash (1969)
- Aradhana (1969)
- Jyoti (1969)
- Prem Pujari (1970)
- Ishq Par Zor Nahin (1970)
- Gambler (1971)
- Naya Zamana (1971)
- Sharmilee (1971)
- Chaitali (Bengali Film) (1971)
- Tere Mere Sapne (1971)
- Yeh Gulistan Hamara (1972)
- Zindagi Zindagi (1972)
- Anuraag (1972)
- Abhimaan (1973)
- Jugnu (1973)
- Chhupa Rustam (1973)
- Phagun (1973)
- Us Paar (1974)
- Prem Nagar (1974)
- Sagina (1974)
- Chupke Chupke (1975)
- Mili (1975)
- Barood (1976)
- Arjun Pandit (1976)
- Tyaag (1976)
- Deewangee (1976) only one song, remaining songs were composed by Ravindra Jain
- Aradhana (Bengali Film) (1976)
- Saaz (????)(Unreleased)

## Premios y reconocimientos
- 1934: Gold Medal, Bengal All India Music Conference, Kolkata 1934
- 1958: Premio Académico Sangeet Natak
- 1958: Asia Film Society Award
- National Film Awards
  - 1970: National Film Award for Best Male Playback Singer: Aradhana: Safal Hogi Teri Aradhana
  - 1974: National Film Award for Best Music Direction: Zindagi Zindagi
- 1969: Premio Padma Shri
- International Jury on Folk Music

- Filmfare Awards
  - 1954: Filmfare Best Music Director Award: Taxi Driver
  - 1973: Filmfare Best Music Director Award: Abhimaan
  - 1959: Filmfare Best Music Director Award: Sujata: Nomination
  - 1965: Filmfare Best Music Director Award: Guide: Nomination
  - 1969: Filmfare Best Music Director Award : Aradhana: Nomination
  - 1970: Filmfare Best Music Director Award: Talaash: Nomination
  - 1974: Filmfare Best Music Director Award: Prem Nagar : Nomination
- BFJA Awards
  - 1965: Best Music (Hindi Section): Teen Devian
  - 1966: Best Music (Hindi Section): Guide 
  - 1966: Best Male Playback Singer (Hindi Section): Guide
  - 1969: Best Music (Hindi Section): Aradhana
  - 1973: Best Music (Hindi Section): Abhimaan